# الميتاجينومية

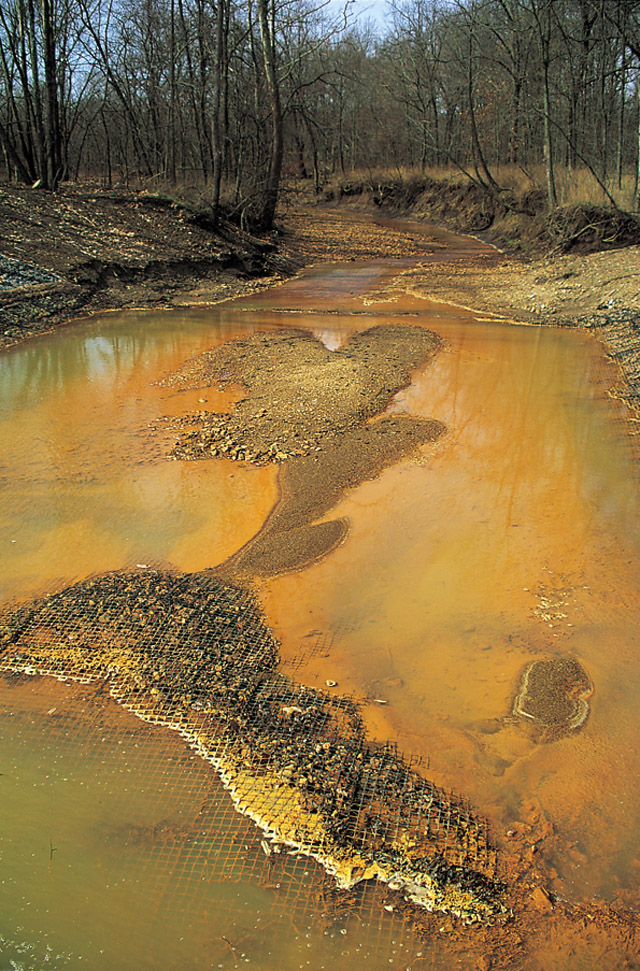
تسمح الميتاجينوميات بدراسة المجتمعات النفطورية (الأحياء الدقيقة) كتلك الموجودة في هذا التيار والتي تتلقى تصريفًا حمضياً من تعدين الفحم السطحي.

هي دراسة المادة الوراثية المستخرجة مباشرة من العينات البيئية. يمكن الإشارة إلى المجال الواسع أيضًا باسم الجينوم البيئي أو الجينوميات المجتمعية. في حين أن علم الأحياء المجهرية التقليدية وتسلسل الجينوم الميكروبي وعلم الجينوم يعتمدان على الثقافات المستنسخة المزروعة ، فإن تسلسل الجينات البيئية المبكرة استنسخ جينات معينة لإنتاج لمحة عن التنوع في عينة طبيعية. وكشف هذا العمل أن الغالبية العظمى من التنوع البيولوجي الميكروبي قد ضاعت من خلال الأساليب القائمة على الزراعة. تستخدم الدراسات الحديثة إما «بندقية» أو تسلسل موجه PCR للحصول على عينات غير متحيزة إلى حد كبير من جميع الجينات من جميع أفراد المجتمعات التي تم أخذ عينات منها. نظرًا لقدرتها على الكشف عن التنوع الخفي سابقًا للحياة المجهرية، تقدم metagenomics عدسة قوية لمشاهدة العالم الميكروبي الذي لديه القدرة على إحداث ثورة في فهم العالم الحي بأكمله. مع استمرار انخفاض سعر تسلسل الحمض النووي، تسمح الميتاجينوميات الآن بالتحقيق في علم البيئة الجرثومية على نطاق وتفصيل أكبر بكثير من ذي قبل.